# 泥の河
「泥の河」（どろのかわ）は宮本輝の小説。1977年『文芸展望』18号初出、1978年に筑摩書房より刊行された『螢川』に収録。宮本はこの作品で第13回太宰治賞を受賞し作家デビューしている。1981年に木村プロダクションにより自主制作の形で映画化された。

## あらすじ
昭和31年の大阪。安治川の河口で暮らす信雄は両親から、近づいてはいけないといわれた舟に暮らすきょうだいと交流をもつ。きょうだいの母親は船上で売春をして口に糊していた。

## 映画

### あらすじ
昭和31年の大阪。河口近くの小さな食堂の子の信雄は父の晋平、母の貞子と暮らしている。ある日、信雄は喜一という少年に出会う。喜一は食堂の対岸に停泊する宿舟の子で、信雄と同じ9歳、姉の銀子は11歳で、二人とも学校には行っていない。母親は生活のため舟で客を取っているという噂があるが、信雄には理解できない。
喜一と銀子が食堂に遊びに来たとき、客の間で「郭舟」と喜一が客引きをしているという噂話が出て、晋平は客を追い出したが喜一は落ち込み、その場にいなかった銀子も喜一の様子から重い気持ちになる。
ある日、晋平の「友達」が死の床にあり、晋平とその子どもに会いたがっていると聞かされ、信雄は晋平と共に京都に行きその女性を見舞う。実はその女性は晋平の前妻で、晋平には戦地から復員した先で出会った貞子と所帯を持ち、前妻を捨てたという過去がある。両親は共に罪の意識を背負っていて、貞子は泣きながら前妻に詫びた。
ある日、信雄が舟を訪ねると喜一も銀子も不在で、奥の部屋にいる母親・笙子に呼ばれる。信雄は、自分の母親とは全く違う、匂うように艶やかな佇まいの女性を前にして何故か落ち着かなかった。
お祭りの日、信雄と喜一は貞子から小遣いを貰って出かけたが、破れたポケットからお金を落として、二人はガッカリして帰途に着く。その夜、信夫は舟に寄って喜一から宝物の蟹の巣を見せられ、喜一は蟹を油に浸し火をつけて燃やすという残酷な遊びを始める。火のついた一匹が奥の部屋の方に逃げていき、追いかけた信雄は小窓から部屋の中を覗いてしまう。そこには刺青の男と抱き合う笙子の姿があり、笙子と目が合う。
信雄は気まずさから喜一と言葉を交わすことなく舟を去り、途中ですれ違った銀子にも無言のままだった。
翌日、舟は曳航されて岸から動き出す。それを知った信雄は外に飛び出し、喜一の名を叫びながら舟を追うが、追いつけず舟は遠ざかっていく。

### 出演
- 板倉晋平：田村高廣
- 板倉貞子：藤田弓子
- 板倉信雄：朝原靖貴
- 松本笙子：加賀まりこ
- 松本喜一：桜井稔
- 松本銀子：柴田真生子
- タバコ屋：初音礼子
- 倉庫番：西山嘉孝
- 巡査：蟹江敬三
- 屋形船の男：殿山泰司
- 佐々木房子：八木昌子
- 荷車の男：芦屋雁之助

### スタッフ
- 監督：小栗康平
- 製作：木村元保
- 原作：宮本輝『泥の河』
- 脚本：重森孝子
- 音楽：毛利蔵人
- 撮影：安藤庄平
- 照明：島田忠昭
- 美術：内藤昭
- 編集：小川信夫
- 録音：西崎英雄、平井宏侑
- 音響効果：本間明
- 助監督：高司暁、浅田英一、佐々木伯
- 記録：八巻慶子
- 製作補：藤倉博
- MA：東宝録音センター
- 現像：東京現像所

### 製作

#### 企画
講演会などで小栗が語ったところによれば、元々は映画好きの中小企業の社長が、別の企画を進行させていたところ、事情があってそれが没になった。ところが、気の早い社長が早々に35ミリフィルムを購入していたため、「これを使って、1本作れ」と小栗に話が回ってきたため、以前から目を付けていた「泥の河」の映画化を思い付いた、とのことである。

#### 木村プロダクション
この中小企業の社長とは、元大映のカメラマン・木村元保のことで、大映を3年で退社した後、墨田区で鉄工所を経営する傍ら、アマチュア映画を長く趣味で続け、1976年に『大地の子守歌』を作るときに、独立プロ・木村プロダクションを興した。以降、1978年『曽根崎心中』、1981年に本作『泥の河』を製作し、同じ1983年には『ナナカマドの挽歌』を製作・脚本・監督した。当時の大手映画会社がアニメやアイドル物など若者向き映画に偏している中で、"意気軒高な大人映画路線"という評判の一方、"地味で暗い木村プロ"などと陰口をたたかれながら、そのほとんどが賞を得た。木村は「僕が大会社のプロデューサーだったら、やはり若者向きの映画を作ると思いますよ。賞を獲る作品はまず金にならない。当たらなきゃプロデューサーの責任ですからね。金額が大きいだけに怖いですよ。映画興行は一種のバクチ。公開してみなきゃ、当たるかどうか分からない。木村プロは他と同じような映画を作っても仕方がない。ファンのためにも賞の獲れる作品を作っていきます」と話した。しかし1988年に『龍飛岬』の製作（原作も）を手掛けた後は、映画製作は途絶えた。
当初製作費は3500万円であったが、1000万円オーバーし木村プロデューサーが借金して補填した。

#### キャスティング&撮影
原作の舞台は大阪市の土佐堀川であるが、小栗のイメージするロケ地が大阪になく、広島や東京でも探し歩いたが見つからず、映画の撮影は、名古屋市の中川運河で行われた。
主役の子ども3人は一般公募300人の中から選んだ。加賀まりこは当時、多忙であったため、東宝の撮影所に船を持ち込み、6時間で加賀まりこ出演シーンを全て撮影した。

### 興行
白黒映画であることなどの理由で、配給会社の担当者を集めた試写会での出席も15人と、最初は配給してくれるところがなく、小栗が大林宣彦に相談し、大林が個人映画時代から親しくしていた草月会館を紹介。有料試写会を同ホールで3日間行ったところ、この試写を観た東映の岡田茂社長が「いい映画だ」と涙し、系列の東映セントラルフィルムで6000万円で買い上げ、TCCチェーンで全国公開された。

### 作品の評価

#### 評論
佐藤忠男は「時代考証で言えば、江戸時代なら誰も見た者はいないのだからいい加減でも通用するが、昭和31年となると、それを知ってる人たちを納得させるのが難しい。その点、この映画は、風俗の細部によく神経を使って、実に真面目に作っている」などと評している。
米映画監督スティーヴン・スピルバーグが「子役に対する演出が素晴しい」と、『E.T.』のプロモで来日した時、監督の小栗に直接面会に行ったという。

#### 受賞歴
- 第55回キネマ旬報ベスト・テン
  - 第1位[6]
  - 日本映画監督賞
  - 助演女優賞：加賀まりこ
- 第6回報知映画賞
  - 新人監督賞
- 日本映画ペンクラブ第1位
- 第36回毎日映画コンクール
  - 日本映画大賞・監督賞
  - 主演男優賞：田村高廣
- 第24回ブルーリボン賞作品賞[8]
- 第5回日本アカデミー賞優秀作品賞・最優秀監督賞[8]
- 文化庁優秀映画賞
- モスクワ国際映画祭銀賞[1]
- アカデミー賞外国語映画部門ノミネート[1]
- 日本映画監督協会新人奨励賞
- 芸術選奨文部大臣新人賞[6]

「キネマ旬報ベスト・テン」には、12月のギリギリでその年の対象作品に間に合いベスト・ワンになっている。その他、国内外の映画賞で高い評価を得た。
1982年度の米アカデミー賞外国語映画部門ノミネート。